# Józef Rosołowski
Józef Rosołowski (* 1928 in Krakau; † 1. Mai 2013) war ein polnischer KZ-Überlebender, der am Warschauer Aufstand teilgenommen hatte.

## Leben
Józef Rosołowski nahm mit 16 Jahren am Warschauer Aufstand teil. Als der Aufstand niedergeschlagen wurde, nahmen die deutschen Besetzer ihn fest. Er wurde zusammen mit 400 anderen Aufständischen in das Konzentrationslager Mauthausen deportiert. Ein Jahr lang musste Józef Rosołowski unter schwersten Bedingungen Zwangsarbeit verrichten. Der damals 16-Jährige wurde beim Tunnelgraben in KZ Melk, einem Außenlager von Mauthausen, krank und verbrachte die letzten Monate seiner Gefangenschaft in seiner Baracke. Er konnte nur überleben, weil seine Mithäftlinge ihn bei Appellen versteckt hielten und so weder seine Krankheit noch seine Anwesenheit auffiel. 
Bei der Befreiung wog Józef Rosołowski nur noch ungefähr 35 kg. Er war zu schwach, um seine Baracke selbst zu verlassen, und wurde abermals von seinen Kameraden gerettet. Ohne sie wäre Józef Rosołowski in seiner Baracke vergessen worden. Er erfuhr, dass er der einzige Überlebende seiner Familie war. Seine Eltern wurden während des Warschauer Aufstandes umgebracht, und sein Bruder verlor sein Leben im Konzentrationslager Gusen I.
Nach seiner Rückkehr nach Polen studierte Józef Rosołowski an der Hochschule für Planung und Statistik in Warschau. Er schwieg sehr lange über seine Vergangenheit und begann erst nach seiner Pensionierung mit dem Aufarbeiten seiner Erlebnisse. Er begann nun, als Zeitzeuge über seine Erlebnisse zu berichten. Ein bis zwei Mal in der Woche hielt Józef Rosołowski einen Vortrag im Galicia Jewish Museum in Krakau.